# Dancing Crazy
Dancing Crazy is een single van Miranda Cosgrove. Het is de debuutsingle van haar ep High Maintenance. De single werd mede geschreven door Avril Lavigne. De Dancing Crazy Tour van Cosgrove is vernoemd naar dit nummer.